# Pietro Zambra
Pietro Zambra, magyarosan: Zambra Péter (Trento, 1856. november 30. – Budapest, 1913. szeptember 2.) olasz irodalomtörténész, egyetemi tanár.

## Élete
Trentoban született, ahol a főgimnáziumban tanult; innét a bécsi, azután az innsbrucki egyetemre került, melyeken a klasszika és neolatin filológiával foglalkozott (1875–79.). Tanári oklevelét 1881–1882-ben nyerte. Tanár volt Trentóban; 1882-ben a fiumei állami főgimnáziumban; majd 1903. augusztus 23-án a budapesti egyetemen az olasz nyelv és irodalom rendkívüli tanárává nevezték ki.
Cikke a trentói főgimnázium Értesítőjében (1882. Un anticos documento, egy XIV. századi trentói okirat szövege, jegyzetekkel és magyarázattal); több cikke jelent meg a fiumei lapokban és a fögymnasium Értesítőiben.

## Munkái
- Florilegio poetico. Fiume, 1886. (Olasz anthologia.)
- Il giovane Eroe. Fiume, 1892. (Jókainak «A gyerkőcz» cz. elbeszélésének ford. Szabó Samuval.). Szintén ketten írtak egy olasz olvasókönyvet.
- «Libro di lettura».. Eger, 1885. (2. kiadás Eger, 1902.)
- Sull' origine di lingua Italiana. 1889. (Ism. Egyetemes Philol. Közlöny.)
- Storia degli Ungheresi. Fiume, 1903. (Mangold, Magyarország történetét leford. és átdolg. Csepreghy Kálmánnal.)